# Markus Würdinger
Markus Würdinger (* 1977 in Ingolstadt) ist ein deutscher Rechtswissenschaftler.

## Leben
Nach dem Abitur im Jahre 1996 am Reuchlin-Gymnasium und dem anschließenden Militärdienst in Roth und Oberstimm (Auszeichnung mit einem Bestpreis) studierte er von 1997 bis 2002 Rechtswissenschaften an der Universität Regensburg als Stipendiat des Freistaates Bayern. 2002 legte er das erste juristische Staatsexamen ab. Von 2003 bis 2005 war er Rechtsreferendar im OLG Bezirk München und freier Mitarbeiter in einer internationalen Großkanzlei. 2005 legte er das zweite juristische Staatsexamen ab. Nach der Promotion 2004 (Dr. jur., summa cum laude) zu einem Thema im Immobilienmaklerrecht bei Herbert Roth war er von 2006 bis 2010 Akademischer Rat in Regensburg bei Peter Gottwald. Nach der Habilitation im Jahre 2010 (Dr. jur. habil.) mit einer Schrift zur Insolvenzanfechtung im bargeldlosen Zahlungsverkehr und einem Vortrag zur Sachaufklärung in der Einzelzwangsvollstreckung (venia legendi: Bürgerliches Recht, deutsches und europäisches Zivilprozessrecht, Internationales Privatrecht sowie Juristische Methodenlehre) nahm er von 2010 bis 2012 Lehrstuhlvertretungen bzw. Lehraufträge an den Universitäten Regensburg, Augsburg und Konstanz wahr.
Von 2012 bis 2019 lehrte er als Universitätsprofessor an der Universität des Saarlandes in Saarbrücken; er war dort Inhaber des Lehrstuhls für Bürgerliches Recht, Europäisches und Internationales Privatrecht sowie Zivilprozessrecht, Vorsitzender des Gleichwertigkeitsausschusses (2012–2014), Prodekan und Sprecher der Abteilung Rechtswissenschaft (2014–2016) und stellvertretendes Mitglied des Senats (2016–2019).
Seit 2019 ist er Universitätsprofessor an der Universität Passau und Inhaber des Lehrstuhls für Bürgerliches Recht und Zivilprozessrecht.
Markus Würdinger ist zudem seit 2007 in der Anwaltsfortbildung tätig (u. a. für die DeutscheAnwaltAkademie, den Münchener Anwaltverein und das Institut für Anwaltsrecht und Anwaltspraxis der Universität Erlangen-Nürnberg).
Eine habilitierte Schülerin von Markus Würdinger ist Marie Herberger.

## Schriften (Auswahl)
- Allgemeine Rechtsgeschäftslehre und Unvollkommenheiten des Hauptvertrages im Immobilienmaklerrecht. Berlin 2005, ISBN 3-428-11607-0.
- Die Analogiefähigkeit von Normen – Eine methodologische Untersuchung über Ausnahmevorschriften und deklaratorische Normen, in: Archiv für die civilistische Praxis (AcP) 206 (2006), S. 946–979.
- Die drei Säulen des Maklerprovisionsrechts: Neue Entwicklungen und Tendenzen im Immobilienmaklerrecht, in: Juristenzeitung (JZ) 2009, 349-356.
- Das Prinzip der Einheit der Schuldrechtsverordnungen im Europäischen Internationalen Privat- und Verfahrensrecht – Eine methodologische Untersuchung über die praktische Konkordanz zwischen Brüssel I-VO, Rom I-VO und Rom II-VO, in: Rabels Zeitschrift für ausländisches und internationales Privatrecht (RabelsZ) 75 (2011) 102-126.
- Die Sachaufklärung in der Einzelzwangsvollstreckung: Informationsgewinnung des Vollstreckungsgläubigers de lege lata et ferenda, in: Juristenzeitung (JZ) 2011, 177-187.
- Insolvenzanfechtung im bargeldlosen Zahlungsverkehr. Eine insolvenzrechtsdogmatische Abhandlung zum Insolvenzanfechtungsrisiko bei Überweisungen und Lastschriften in der Insolvenz des Girokontoinhabers. Tübingen 2012, ISBN 3-16-152072-6.
- Der Rechtsschutz bei überlangen Gerichtsverfahren: Der Europäische Gerichtshof für Menschenrechte als Motor einer langen Reise in die prozessuale Moderne, Festschrift für Helmut Rüßmann, 2013, 651-662.
- Europäisches Verbraucherprozessrecht im Visier der Juristischen Methodenlehre, Festschrift für Peter Gottwald, 2014, S. 693–704.
- Reform und Rechtssicherheit im Recht der Insolvenzanfechtung, in: Zeitschrift für Insolvenzrecht (KTS) 2015, 315-337.
- Das Trennungsprinzip der Juristischen Methodenlehre, Festschrift für Maximilian Herberger, 2016, 1061-1070.
- Die Restschuldbefreiung im deutschen und europäischen Insolvenzrecht – Entwicklungen und Perspektiven, in: Zeitschrift für Insolvenzrecht (KTS), 2017, 445-470.
- Kommentierung der §§ 802a-863 ZPO, in: Stein/Jonas, Kommentar zur Zivilprozessordnung, 23. Aufl. Tübingen 2017, S. 1–864.
- Die Gläubigergleichbehandlung: Goldene Regel und Zankapfel des Insolvenzrechts, Festschrift für Detlev Fischer, 2018, 643-656.
- „Justice delayed is justice denied.“ – Zur Europäisierung und Optimierung des Rechtsschutzes bei überlangen Zivilverfahren, in: Zeitschrift für Zivilprozess (ZZP) 132 (2019), 49-69.
- Die wirtschaftliche Betrachtungsweise in der Rechtsdogmatik und Rechtspraxis, Festschrift für Michael Martinek, 2020, S. 959–971.
- Ähnlichkeiten im juristischen Denken und Arbeiten, in: Dogmatik als Fundament für Forschung und Lehre, Festschrift für Herbert Roth, 2021, S. 141–156.
- Die Ähnlichkeitsfalle, in: Juristische Schulung (JuS) 2021, S. 198–200.
- Vertragsfreiheit und Verteilung der Maklerkosten beim Immobilienkauf, Festschrift für Johannes Hager, 2021, S. 243–256.
- Das Ziel der Rechtssicherheit im Zuständigkeitssystem der Brüssel Ia-Verordnung, Festschrift für Haimo Schack, 2022, S. 911–921.
- Auskunftsrechte des Gerichtsvollziehers im Recht der Zwangsvollstreckung, Festschrift für Ekkehard Becker-Eberhard, 2022, S. 701–711.
- Herausgeber mit Maximilian Herberger, Michael Martinek, Stephan Weth und Helmut Rüßmann: Juris PraxisKommentar BGB. Band 1 bis 6. 10. Aufl. Saarbrücken 2023, ISBN 978-3-86330-268-9.
- Juristische Kreativität, in: Juristenzeitung (JZ) 2023, 398-403.
- Examens-Repetitorium BGB – Allgemeiner Teil. 6. Aufl., Heidelberg 2024, ISBN 978-3-8114-6223-6.